# Portrait du jardinier des Veil-Picard
Le Portrait du jardinier des Veil-Picard est une peinture à l'huile sur bois (28 × 40 cm) du peintre italien Giovanni Boldini datée vers 1897 qui figure au revers de la boîte de peinture de l'artiste. Elle est conservée, avec la boite de peinture (inv. 2699) au musée Giovanni Boldini à Ferrare. 

## Contexte
D'après la veuve de l'artiste, Emilia Cardona (première source biographique) et la littérature (voir Dini et Dini, p. 286), Boldini se rend à Besançon en 1897, en tant qu'invité des époux Veil-Picard, occasion à laquelle il semble avoir peint le Portrait de Mme Olga Veil-Picard. Malgré la date 1897 apposée sur la toile par l'artiste lui-même, Olga Veil-Picard a été mise en scène l'année précédente puisque son effigie a été exposée à Pittsburgh à l'automne 1896, avant donc d'être présentée au Salon du Champ-de-Mars au printemps suivant. Le portrait du jardinier Veil-Picard date probablement de cette époque et est réalisé à l'intérieur du couvercle de la boîte du peintre.

## Analyse
Cette « décoration » singulière frappe par le niveau pictural très élevé et le caractère impromptu évident : au-delà de l'utilisation insolite de l'étui, où sont conservés les couleurs, la palette et les pinceaux, Boldini parvient à restituer, avec une peinture qui rappelle la phase Macchiaioli, les traits saillants de l'homme corpulent. Assis sur un banc, tenant la cigarette entre les doigts, l'homme au service du Veil-Picard se prête à la pose sans aucune affectation devenant le protagoniste d'une des œuvres les plus vraies et les plus sincères de l'artiste, très loin de la l'allure cosmopolite de ses portraits officiels.